# Лисичанська міська рада
Лисича́нська міська́ територіальна громада — адміністративно-територіальна одиниця та орган місцевого самоврядування в Луганській області. Адміністративний центр — місто обласного значення Лисичанськ. З 3 серпня 2020 року діє як Військово-цивільна адміністрація міста Лисичанськ Луганської області. З 11 червня 2022 року - Лисичанська міська військова адміністрація Сєвєродонецького району Луганської області.

## Історія
У газеті «Лисичанський робочий» № 115 від 27 грудня 1952 року був опублікований список виборчих округів з виборів до Лисичанської міської ради. До міської ради Лисичанська, який тільки що став містом обласного 
підпорядкування, входили ще міста Верхнє і Пролетарск, та селища: Сєвєродонецьк, Ново-Дружевск, Мало-Рязанцево.
Крім цього Лисичанськ залишався і районним центром якому підпорядковувалися ряд селищних і сільських рад: Сіротянскої, Борівської, Бобровської, Устинівської, Мирно-Долинської, Вовчеярівської, Золотаревскої, Белогоровскої, Шепіловскої, Миколаївської і Привільнянської.
Сучасний Лисичанськ у 1965 р. утворився з трьох міст: Верхнього, Лисичанська та Пролетарська.
Але крім них ще з 17 гірничозаводських селищ. 1. Березове, 2. Геологів. 3. Дібрівка. 4. 1-2 Мельникова. 5. Підземгаз. 6. Зелена Роща. 7. Козінівка. 8. Ворошилівка. 9. Чорноморка. 10. Червоний Гірник. 11. Тракторівка. 12. Скляний завод. 13. Матроський. 14. Шамотна. 15. Коммунград. 16. Оріон. 17. ДК 1-го Травня.
Рішенням Луганської обласної ради за 1968 рік про об'єднання або включення в межі міст населених пунктів. Так в місто Лисичанськ включені: село Березово, селища Зелений гай, Дібрівка, Червоний гірник, Тракторівка, Скляний завод. Тут же селище Томашевка стає частиною Новодружеська, а селище ім. Артема частиною Привілля. Яр Молдованов і Фугарівка тепер це теж, що і Вовчоярівка.
У списку вулиць округів в основному присутні імена власні, але є і дивні утворення — селища і колони (до радянських часів — колонії), так в Лисичанську селища: Зелена Роща, шахти «Чорноморка», шахти ім. Войкова і колони: Горпромуча, «Подземгаз», Холодильника, Осипенко, Ворошилова, Будьоного.
У місті Верхньому селища: Тракторівка, Яружний, Гірський, шахти Матроська, Шамотне, Вороб'ївка, Червоний Шахтар, Пугачова, Свободи. Колони: ІТП, Комунград, Крупської.
У місті Пролетарську селища: Станційний і Гірський. Колони: 1-я Хімколонна, 2-я Хімколонна, Главколонна Титова, колона службовців шахти Титова, 1-а і 2-я Старі колони, від 1-ї до 4-ї Нові колони, 7-я колона, а також хутір Березів і радгосп Шкляр.
У селищі Сєвєродонецьк: Лісова Дача, селище Ново-Сиротине, Бакаи, селище Щедріщеве, Південне селище і Глухий бор.

### Топоніміка районів
Серед звичайних назв вулиць зустрічаються і цікаві- Межова, Заставна поділяють Лисичанськ і Пролетарск, в Верхньому дивують Каустическая і Каналізаційна, Хімічна і Міліцейська вулиці і площа Сталіна, в інших містах такого культу немає. Ще є в районі скляного заводу — вул. Секменівська.
Зустрічалось у документах і селище Насветевічев. Деякі краєзнавці намагалися зарахувати його до перехідного імені Пролетарська з села Рубіжною. Було і селище Люборад, на ім'я хімічного заводу. Жителі вулиці Північній в Пролетарську називають свій район Фурманов, перше, що припадає на розум фура-візок, але слово німецьке, друге фурманщик - ловець бездомних собак або фурма — котел для плавлення сала для свічок. Але все виявилося простіше: тут була шахта Хургина, ось і відбулася трансформація в Фурманов, як і район Тракторовка від прізвища Олега Трахтерева, власника шахти. Аналіз назв селищ показує, що названі вони по імені шахти або підприємства, навколо якого будувався селище.
Селища в районі залізничної станції називався Лисичанське, тобто селище при станції Лисичанськ, і була в ньому школа, лікарня і все інше, що необхідно для мешканців.
У 1956 році в тресті «Лисичанськвугілля» працювало 15 шахт: Войкова, Чорноморка, Ворошилова, № 1-2 Мельникова, № 7 Мельникова, Титова, Крупської, Кремінна-Східна, Кремінна № 1, Кремінна-Західна, Ново -Дружевская, Привольнянська-Південна, Привольнянська-Північна, Матроська шахтоуправління.
З назв шахт зрозуміло, як називалися селища навколо кожної з них.
А офіційна назва району «Комунград» поряд з шахтою ОГПУ, де на вулиці Репіна побудовані декілька десятків типових одноповерхових будинків для гірників цієї шахти, не прижилася. Сама вулиця Репіна незвичайна, вона має 4 ряди.
Селище Геологів виникло у 1960-х роках, там будували житло вуглерозвідки.
Німецька колонія Мессарош, що зоснована у 1898 р., перетворилась на «Мишарову» колону. У 1941 р. німців з колонії депортували до Казахстану. У 1974 р. мешканці колони були переселені до Лисичанську, на місці побудовано НПЗ.
Від Слов'яносербії (1753—1764 рр.) залишились такі назви-синоними Третя Рота - Верхнє та П'ята Рота - Привілля.

## Загальні відомості
- Територія ради: 95,64 км²
- Населення ради: 109 913 осіб (станом на 1 січня 2020 року)
- Територією ради протікають річки Сіверський Донець, Верхня Біленька

## Адміністративний устрій
Міській раді адміністративно підпорядковані:
- м. Лисичанськ
- Новодружеська міська рада
  - м. Новодружеськ
- Привільська міська рада
  - м. Привілля

## Склад ради

### Керівний склад попередніх скликань
| ПІБ                                                                                 | Початок повноважень | Кінець повноважень |
| ----------------------------------------------------------------------------------- | ------------------- | ------------------ |
| Лобач В'ячеслав Іванович                                                            | 15.05.1990          | 22.04.1994         |
| Лобач В'ячеслав Іванович                                                            | 03.07.1994          | 18.11.1996         |
| Бондаренко Валерій Володимирович                                                    | 14.05.1998          | 31.03.2002         |
| Бондаренко Валерій Володимирович                                                    | 31.03.2002          | 21.04.2006         |
| Крисанов Леонід Дмитрович                                                           | 21.04.2006          | 23.10.2008         |
| Дунаєв Сергій Володимирович                                                         | 16.10.2009          | 12.11.2010         |
| Дунаєв Сергій Володимирович                                                         | 12.11.2010          | 22.11.2012         |
| Шведов Віталій Миколайович (Керівник ВЦА міст Лисичанськ, Новодружеськ і Привілля)  | 22.09.2015          | 17.11.2015         |
| Шилін Сергій Іванович                                                               | 17.11.2015          | 27.07.2020         |
| Заїка Олександр Сергійович (Керівник ВЦА міста Лисичанськ)                          | 03.08.2020          | 19.02.2021         |
| Заїка Олександр Сергійович (Керівник ВЦА міста Лисичанськ)                          | 02.03.2021          | 11.06.2022         |
| Шибіко Валерії Сергійович (Начальник Лисичанської міської військової адміністрації) | 11.06.2022          | 05.09.2024         |

| ПІБ                             | Дата обрання | Дата звільнення |
| ------------------------------- | ------------ | --------------- |
| Ажипа Євген Миронович           | 20.07.1990   | 01.11.1991      |
| Блідченко Петро Михайлович      | 02.07.1992   | 09.04.1998      |
| Блідченко Петро Михайлович      | 09.04.1998   | 28.04.2006      |
| Гатилов Костянтин Олександрович | 28.04.2006   | 12.08.2008      |
| Баранник Сергій Григорович      | 13.08.2008   | 24.01.2013      |
| Власов Михайло Львович          | 08.02.2013   | 29.05.2014      |
| Віннік Тетяна Олександрівна     | 29.05.2014   | 30.07.2014      |
| Власов Михайло Львович          | 30.07.2014   | 17.11.2015      |
| Щеглаков Едуард Іванович        | 17.11.2015   | 13.03.2020      |

### Депутати VII скликання
За результатами місцевих виборів 2015 року депутатами ради стали:

#### За суб'єктами висування
| Політична партія              | Кількість кандидатів | Кількість кандидатів | Кількість ЗА | Кількість ЗА |
| Політична партія              | У списку             | Обраних              | Голосів      | Відсотків    |
| ----------------------------- | -------------------- | -------------------- | ------------ | ------------ |
| Опозиційний блок              | 37                   | 24                   | 13 325       | 66,67 %      |
| БПП «Солідарність»            | 32                   | 6                    | 3 617        | 16,67 %      |
| Об'єднання «Самопоміч»        | 14                   | 3                    | 1 951        | 8,33 %       |
| Радикальна партія Олега Ляшка | 13                   | 3                    | 1 487        | 8,33 %       |

#### За територіальними виборчими округами
| ТВО                                              | ПІБ                              | Освіта               | Партійна приналежність        | Кількість ЗА | Кількість ЗА |
| ТВО                                              | ПІБ                              | Освіта               | Партійна приналежність        | Голосів      | Відсотків    |
| ------------------------------------------------ | -------------------------------- | -------------------- | ----------------------------- | ------------ | ------------ |
| Суб'єкт висування: Опозиційний блок              |                                  |                      |                               |              |              |
| пк                                               | Шальнєв Андрій Леонідович        | Вища                 | Безпартійний                  |              |              |
| 16                                               | Якимчук Андрій Павлович          | Вища                 | Безпартійний                  | 430          | 74.14 %      |
| 36                                               | Григор'єва Алла Іванівна         | Вища                 | Безпартійна                   | 1 325        | 70.70 %      |
| 25                                               | Щеглаков Едуард Іванович         | Вища                 | Безпартійний                  | 485          | 63.65 %      |
| 15                                               | Голубцова Світлана Анатоліївна   | Вища                 | Безпартійна                   | 596          | 61.76 %      |
| 27                                               | Положенцев Юрій Павлович         | Вища                 | Опозиційний блок              | 339          | 61.64 %      |
| 13                                               | Карауланов Дмитро Борисович      | Вища                 | Безпартійний                  | 323          | 61.29 %      |
| 30                                               | Ратушна Олена Сергіївна          | Вища                 | Безпартійна                   | 315          | 61.28 %      |
| 28                                               | Ганьшин Ігор Іванович            | Вища                 | Безпартійний                  | 371          | 59.84 %      |
| 29                                               | Панаіт Андрій Вікторович         | Вища                 | Безпартійний                  | 339          | 59.79 %      |
| 14                                               | Кардакова Олена Анатоліївна      | Професійно- технічна | Безпартійний                  | 262          | 59.14 %      |
| 1                                                | Савченко Олександр Олександрович | Вища                 | Безпартійний                  | 326          | 58.84 %      |
| 26                                               | Головньов Максим Сергійович      | Вища                 | Безпартійний                  | 384          | 58.72 %      |
| 24                                               | Горобець Сергій Юхимович         | Вища                 | Безпартійний                  | 422          | 58.61 %      |
| 18                                               | Деменковець Віталій Матвійович   | Вища                 | Безпартійний                  | 264          | 58.28 %      |
| 31                                               | Зайцев Яків Володимирович        | Вища                 | Безпартійний                  | 356          | 57.79 %      |
| 12                                               | Юсакова Ольга Петрівна           | Вища                 | Безпартійний                  | 370          | 57.72 %      |
| 8                                                | Худоба Тетяна Валеріївна         | Вища                 | Безпартійний                  | 268          | 57.51 %      |
| 17                                               | Кравченко Сергій Григорович      | Вища                 | Безпартійний                  | 292          | 57.25 %      |
| 21                                               | Старченко Григорій Михайлович    | Вища                 | Безпартійний                  | 560          | 57.08 %      |
| 33                                               | Пшебіцина Юлія Михайлівна        | Вища                 | Безпартійний                  | 296          | 56.70 %      |
| 34                                               | Яїцький Сергій Миколайович       | Вища                 | Безпартійний                  | 212          | 56.38 %      |
| 5                                                | Попенко Владислав Іванович       | Вища                 | Безпартійний                  | 324          | 56.25 %      |
| 4                                                | Лисенко Євген Володимирович      | Вища                 | Безпартійний                  | 290          | 56.20 %      |
| Суб'єкт висування: БПП «Солідарність»            |                                  |                      |                               |              |              |
| пк                                               | Шведов Віталій Миколайович       | Вища                 | БПП «Солідарність»            |              |              |
| 9                                                | Шевченко Микита Андрійович       | Загальна середня     | Безпартійний                  | 128          | 24.38 %      |
| 11                                               | Полупанов Іван Іванович          | Вища                 | БПП «Солідарність»            | 122          | 23.55 %      |
| 5                                                | Копилов Сергій Миколайович       | Вища                 | БПП «Солідарність»            | 133          | 23.09 %      |
| 2                                                | Романов Олег Іванович            | Вища                 | БПП «Солідарність»            | 119          | 21.92 %      |
| 34                                               | Бадаєв Геннадій Миколайович      | Вища                 | БПП «Солідарність»            | 82           | 21.81 %      |
| Суб'єкт висування: Об'єднання «Самопоміч»        |                                  |                      |                               |              |              |
| пк                                               | Кирилов Павло Васильович         | Вища                 | Об'єднання «Самопоміч»        |              |              |
| 20                                               | Корженко Тетяна Василівна        | Вища                 | Безпартійна                   | 74           | 15.64 %      |
| 26                                               | Шеховцов Андрій Станіславович    | Вища                 | Безпартійний                  | 100          | 15.29 %      |
| Суб'єкт висування: Радикальна партія Олега Ляшка |                                  |                      |                               |              |              |
| пк                                               | Михайлов Дмитро Володимирович    | Вища                 | Радикальна партія Олега Ляшка |              |              |
| 6                                                | Курінна Юлія Леонідівна          | Вища                 | Радикальна партія Олега Ляшка | 73           | 15.73 %      |
| 7                                                | Шкарупа Ольга Сергіївна          | Вища                 | Безпартійна                   | 72           | 13.82 %      |

### Депутати VI скликання
За результатами місцевих виборів 2010 року:
- Кількість мандатів: 42
- Кількість мандатів, отриманих за результатами виборів: 41
- Кількість мандатів, що залишаються вакантними: 1

#### За суб'єктами висування
| Політична партія            | Кількість кандидатів | Кількість кандидатів | Кількість ЗА | Кількість ЗА |
| Політична партія            | У списку             | Обраних              | Голосів      | Відсотків    |
| --------------------------- | -------------------- | -------------------- | ------------ | ------------ |
| Партія регіонів             |                      | 37                   |              | 90.20 %      |
| Комуністична партія України |                      | 4                    |              | 9.80 %       |

#### За територіальними виборчими округами
| ТВО                                            | ПІБ                               | Освіта  | Партійна приналежність      | Кількість ЗА | Кількість ЗА |
| ТВО                                            | ПІБ                               | Освіта  | Партійна приналежність      | Голосів      | Відсотків    |
| ---------------------------------------------- | --------------------------------- | ------- | --------------------------- | ------------ | ------------ |
| Суб'єкт висування: Партія регіонів             |                                   |         |                             |              |              |
| б/м                                            | Баранник Сергій Григорович        | Вища    | Партія регіонів             |              |              |
| б/м                                            | Рубель Євген Григорійович         | Вища    | Партія регіонів             |              |              |
| б/м                                            | Гатілов Костянтин Олександрович   | Вища    | Партія регіонів             |              |              |
| б/м                                            | Якимчук Андрій Павлович           | Вища    | Партія регіонів             |              |              |
| б/м                                            | Науменко Валентин Володимирович   | Вища    | Партія регіонів             |              |              |
| б/м                                            | Власов Михайло Львович            | Вища    | Партія регіонів             |              |              |
| б/м                                            | Лобач В'ячеслав Іванович          | Вища    | Партія регіонів             |              |              |
| б/м                                            | Фіщук Віктор Аркадійович          | Вища    | Партія регіонів             |              |              |
| б/м                                            | Фоменко Леонід Дмитрович          | Вища    | Партія регіонів             |              |              |
| б/м                                            | Кравченко Сергій Григорович       | Вища    | Партія регіонів             |              |              |
| б/м                                            | Ситников Олександр Іванович       | Вища    | Партія регіонів             |              |              |
| б/м                                            | Горобець Сергій Юхимович          | Вища    | Партія регіонів             |              |              |
| б/м                                            | Полякова Валентина Миколаївна     | Вища    | Партія регіонів             |              |              |
| б/м                                            | Вихрицький Леонід Миколайович     | Вища    | Партія регіонів             |              |              |
| б/м                                            | Козіонова Ольга Олександрівна     | Вища    | Партія регіонів             |              |              |
| б/м                                            | Семенов Іван Григорович           | Вища    | Партія регіонів             |              |              |
| б/м                                            | Кустов Олександр Миколайович      | Вища    | Партія регіонів             |              |              |
| 1                                              | Суржан Тетяна Олександрівна       | Вища    | Партія регіонів             |              |              |
| 2                                              | Маслаков Віталій Вікторович       | Вища    | Партія регіонів             |              |              |
| 3                                              | Чабанний Сергій Геннадійович      | Вища    | Партія регіонів             |              |              |
| 4                                              | Бєлан Олена Андріївна             | Вища    | Партія регіонів             |              |              |
| 5                                              | Бунегін Максим Євгенович          | Вища    | Партія регіонів             |              |              |
| 6                                              | Положенцев Юрій Павлович          | Вища    | Партія регіонів             |              |              |
| 7                                              | Клименко Михайло Анатолійович     | Вища    | Партія регіонів             |              |              |
| 9                                              | Карпов Володимир Борисович        | Вища    | Партія регіонів             |              |              |
| 10                                             | Жиров Микола Федорович            | Вища    | Партія регіонів             |              |              |
| 11                                             | Кірсанов Ігор Миколайович         | Вища    | Партія регіонів             |              |              |
| 12                                             | Какулія Євген Отарович            | Вища    | Партія регіонів             |              |              |
| 13                                             | Борисович Іван Іванович           | Вища    | Партія регіонів             |              |              |
| 14                                             | Старченко Григорій Михайлович     | Вища    | Партія регіонів             |              |              |
| 15                                             | Басюк Юрій Васильович             | Вища    | Партія регіонів             |              |              |
| 16                                             | Земляна Світлана Олександрівна    | Вища    | Партія регіонів             |              |              |
| 17                                             | Федоренко Володимир Миколайович   | Вища    | Партія регіонів             |              |              |
| 18                                             | Дубасов Михайло Михайлович        | Вища    | Партія регіонів             |              |              |
| 19                                             | Судьєнков Олександр Володимирович | Вища    | Безпартійний                |              |              |
| 20                                             | Кострюков Олег Валентинович       | Вища    | Партія регіонів             |              |              |
| 21                                             | Іванишин Володимир Тадійович      | Вища    | Партія регіонів             |              |              |
| Суб'єкт висування: Комуністична партія України |                                   |         |                             |              |              |
| б/м                                            | Каліберда Микола Іванович         | Вища    | Комуністична партія України |              |              |
| б/м                                            | Віннік Тетяна Олександрівна       | Середня | Комуністична партія України |              |              |
| б/м                                            | Кладко Гарій Володимирович        | Вища    | Комуністична партія України |              |              |
| б/м                                            | Азаров Володимир Володимирович    | Вища    | Комуністична партія України |              |              |

## Відділи та управління
Відділи
- Архівний відділ
- Відділ адміністративних послуг
- Відділ бухгалтерського обліку та звітності
- Відділ ведення Державного реєстру виборців
- Відділ із питань внутрішньої політики, зв'язків із громадськістю та ЗМІ
- Відділ із питань мобілізаційної та режимно-секретної роботи
- Відділ із питань цивільного захисту
- Відділ комп'ютерного забезпечення
- Відділ культури
- Відділ обліку, розподілу, обміну та приватизації житла
- Відділ освіти
- Відділ підприємництва та регуляторної політики
- Відділ по захисту прав споживачів
- Відділ по роботі з депутатами та виконавчими органами міської ради
- Відділ по роботі з листами та зверненнями громадян
- Відділ у справах сім'ї, молоді та спорту
- Відділ юридичної та кадрової роботи
- Загальний відділ
- Відділ охорони здоров'я

Управління
- Управління архітектури та містобудування
- Управління власності
- Управління економіки
- УЖКГ
- Управління капітального будівництва
- Управління праці та соціального захисту населення
- Фінансове управління

Інше
- Служба в справах дітей
- Трудовий архів
- Центр соціальних служб для сім'ї, дітей та молоді Лисичанської міської ради